# Lijst van gemeenten in Balıkesir
Onderstaande lijst bevat alle gemeenten (2000) in de Turkse provincie Balıkesir.
| District  | Gemeente    |
| --------- | ----------- |
| Ayvalık   | Altınova    |
| Ayvalık   | Ayvalık     |
| Ayvalık   | Küçükköy    |
| Balıkesir | Balıkesir   |
| Balıkesir | Kocaavşar   |
| Balıkesir | Pamukçu     |
| Balıkesir | Şamlı       |
| Balya     | Balya       |
| Balya     | Şifa        |
| Bandırma  | Aksakal     |
| Bandırma  | Bandırma    |
| Bandırma  | Edincik     |
| Bigadiç   | Bigadiç     |
| Bigadiç   | İskele      |
| Burhaniye | Burhaniye   |
| Burhaniye | Pelitköy    |
| Dursunbey | Dursunbey   |
| Edremit   | Akçay       |
| Edremit   | Altınoluk   |
| Edremit   | Edremit     |
| Edremit   | Güre        |
| Edremit   | Kadıköy     |
| Edremit   | Zeytinli    |
| Erdek     | Erdek       |
| Erdek     | Karşıyaka   |
| Erdek     | Ocaklar     |
| Gömeç     | Gömeç       |
| Gömeç     | Karaağaç    |
| Gönen     | Gönen       |
| Gönen     | Sarıköy     |
| Havran    | Büyükdere   |
| Havran    | Havran      |
| İvrindi   | Büyükyenice |
| İvrindi   | Gökçeyazı   |
| İvrindi   | İvrindi     |
| İvrindi   | Kayapa      |
| İvrindi   | Korucu      |
| Kepsut    | Kepsut      |
| Manyas    | Kızıksa     |
| Manyas    | Manyas      |
| Manyas    | Salur       |
| Marmara   | Avşa        |
| Marmara   | Marmara     |
| Marmara   | Saraylar    |
| Savaştepe | Sarıbeyler  |
| Savaştepe | Savaştepe   |
| Sındırgı  | Gölcük      |
| Sındırgı  | Sındırgı    |
| Sındırgı  | Yaylabayır  |
| Sındırgı  | Yüreğil     |
| Susurluk  | Göbel       |
| Susurluk  | Karapürçek  |
| Susurluk  | Susurluk    |